# Адвербијалне реченице у немачком језику
Прилошке реченице су по синтаксичном статусу и функцији, зависне клаузе. Њихов други назив су адвербијалне реченице. Адвербијалне реченице су реченице које настају када се прилошке (адвербијалне) одредбе развију у реченице. Пошто има више врста адвербијалних одредаба, то има више врста адвербијалних реченица. У немачком језику су прилошке реченице (нем. die Adverbialsätze) такође, зависне клаузе, а по значењу се могу делити на : локалне (месне) реченице, темпоралне (временске), компаративне (начинске), консекутивне (последичне), каузалне (узрочне) финалне (намерне), кондиционалне (условне), концесивне (износе сметњу радње).

## Врсте адвербијалних реченица
Постоји девет врста адвербијалних реченица, а то су :
- Локалне (месне) реченице (нем. der Lokalsatz)
- Темпоралне (временске) (der Temporalsatz)
- Компаративне (начинске) (der Komparativsatz)
- Консекутивне (последичне) (der Konsekutivsatz)
- Каузалне (узрочне) (der Kausalsatz)
- Финалне (намерне) (der Finalsatz)
- Кондиционалне (условне) (der Konditionalsatz)
- Концесивне (износе сметњу радње) (der Konzessivsatz)
- Елиптичне реченице

## Локалне реченице
Локалним се реченицама описује прилошка одредба за место. Таква реченица може почети :
1. прилозима - где, куда, колико далеко (нем. wo, wohin, wie weit) и њима одговарају прилози овде, овамо, туда (da, dahin, daher) и она је увек релативна.
2. Примери :

- Ich suchte meine Freundin, wo sie vor einigen Tagen war. (Тражила сам своју другарицу тамо где је била пре неколико дана.)
- Du gehst dahin, wo ich dich hinführe. (Ићи ћеш тамо куд те ја водим.)
Напомена : Истим овим прилозима могу почињати и субјекатске и објекатске реченице, само оне не садрже адвербијалну одредбу за место.
- Es ist ihr nich bekannt, wo ihre Mutter jetzt ist. (Непознато јој је где јој је мајка.) - субјекатска реченица
- Er weiß nicht, wo sie die Zeit verbringt. (Он не зна где она проводи време.) - објекатска реченица

## Темпоралне реченице
Временска реченица описује прилошку одредбу за време. Радња може почети следећим везницима :
- истовремена радња (нем. als*, wenn*, da, sobald, sooft, solange, sowie, während*, wie, indem) :
- Примери :

1. Ich war fünf Jahre alt, als ich den ersten Berg bestieg. (Био сам пет година стар када сам се попео на први брег.)
2. Er war immer hier, wenn es von neuem Arbeit gab. (Био је увек овде када је поново било посла.)
3. Während er sprach, kam sie ins Zimmer. (Још док је говорио, дошла је у собу.)
4. Solange es regnet, müssen wir unsere Regenschirme aufspannen. (Све док пада киша, морамо отворити кишобране.)

*während може имати и адверзативно значење, али иза њега ред речи остаје неизмењен, тј. зависне реченице.
*Sie fuhr mit dem Zug, während er mit dem Bus fahren wollte. (Она је отпутовала возом, док је он хтео да путује аутобусом.)
- претходна радња (нем. nachdem, seit, seitdem, als, wenn, sobald) :
- Примери :

1. Nachdem wir uns verabschiedet hatten, begaben wir uns nach Hause. (Пошто смо се опростили, кренули смо кући.)
2. Seit wir befreundet sind, besuchen wir einander oft. (Откад смо се спријатељили, посећујемо се често.)
3. Seitdem ihre Eltern gestorben waren, hatte sie keine Freude mehr am Leben. (Откако су јој умрли родитељи, није имала више воље за животом.)

*ако је у главној реченици перфекат, онда је у временској футур I - Nachdem er Deutsch gelernt hat, wird er sein Studium beginnen. (Када буде научио немачки, започеће своје студије.)

### Разлика измеђуwennиals
Wenn се употребљава за садашњу, будућу и прошлу радњу која се понавља увек кад, кад год.
Wenn ich meine Prüfung bestanden habe, dann feiern wir. (Када будем положио испит, славићемо.)
Als се употребљава за прошлу радњу која се једанпут десила у прошлости, која се не понавља.
Als ich klein war, hatte ich viele Freunde. (Када сам била мала, имала сам пуно пријатеља.)
- за накнадну радњу (нем. ehe, bevor, bis) :
- Примери :

1. Еhe ich einen Satz schreibe, muss ich auf die Grammatik aufpassen. (Пре него што напишем реченицу, морам пазити на граматику.)
2. Bevor ich etwas sage, bedenke ich es gut. (Пре него што нешто кажем, размислим добро.)
3. Lange hat sie ihr Kind betrachtet, bis es eingeschlafen ist. (Дуго је посматрала своје дете док није заспало.)

## Компаративне реченице
Ова врста реченица описује начин радње главне реченице. Оне показују однос једнакости или неједнакости према радњи главне реченице и то су, у ствари, компаративне реченице (нем. die Komparativsätze).
- једнакост се изриче везником wie :

1. Alles geht nicht so, wie wir wollen. (Све не иде онако, како желимо.)

- неједнакост се изриче везником als

1. Sie weiß mehr, als ich dachte. (Она зна много више, него што сам мислила.)

- могућност извршења радње и нестварност изриче се реченицама везаним везницима (нем. als. als ob, als wenn)
- Иза als. als ob, als wenn стоји по правилу конјунктив презента.

- Sie schaut mich an, als ob sie mich nicht verstünde. (Она ме гледа, као да ме не разуме.)
- Sie schaut mich an, als verstünde sie mich nicht. 

## Консекутивне реченице
Последичне реченице у немачком језику износе последицу радње главне реченице и почиње везницима (нем. so - dass, so dass). Ако је у главној реченици претерит, мора доћи до слагања времена, односно, у зависној реченици морамо имати претерит.
1. Der Gast stieß die Kellnerin an, so dass sie die Suppe verschüttete. (Гост је гурнуо конобарицу, толико да је просула супу.)
2. Bald war genug Geld zusammen, so dass zahlreiche Holzhäuser gebaut werden konnten. (Ускоро се скупило довољно новца, толико да су се бројне дрвене куће изградиле.)

*Напомена - ако имамо придев или прилог користимо so... dass да бисмо нагласили значење. 
1. Er fuhr so rücksichtslos durch die Pfütze, dass er alle Umstehenden schmuzig machte. (Возио је тако немилосрдно, да је целу околину испрљао.)
2. Er war ein so erfolgreicher Geschäftsmann, dass er in kurzer Zeit viel Geld verdiente. (Био је тако успешан бизнисмен, да је за кратко време зарадио много новца.)

## Каузалне реченице
Ове реченице користе везнике (нем. weil, da, zumal). Каузалне реченице износе узрок радње главне реченице. Корелати ове групе реченица су : (нем. daher, darum, deshalb, deswegen, aus diesem Grund). Битно је напоменути, да је конјунктор независних реченица denn. Њега користимо када у независним реченицама имамо лични глаголски облик, а он увек иде на крају.
1. Еr ist nicht gekommen, weil er Kopfschmerzen hat. (Није дошао, јер има главобољу.)
2. Er ist nicht gekommen, denn er hat Kopfschmerzen. (Није дошао, зато што има главобољу.)
3. Er  ist nicht gekommen, weil der Autobus eine Panne hatte. (Није дошао, јер је аутобус имао квар.)
4. Er ist nicht gekommen, denn hatte der Autobus eine Panne. (Није дошао, зато што је аутобус имао квар.)

У говорном језику почиње реченица са weil и као одговор на постављено питање, а везник da стоји у реченици која претходи главној, јер означава познати узрок и приликом коришћења овог везника, глагол је на другом месту, а не на крају зависне реченице.
Worüber ärgern Sie sich? - Weil ich den Bus versäumt habe. (Због чега се љутите? Јер сам пропустила аутобус.)
Da wir zusammen arbeiten, kommt er zu mir. (Пошто заједно радимо, долази он к мени.)

## Финалне реченице
Ова група реченица износи намеру или циљ радње главне реченице и почиње везницима : (нем. damit, um  zu).
Важно је напоменути, да се финалне реченице могу изразити инфинитивном реченицом, односно, групом, тј. са um zu и инфинитивом. Када имамо два различита субјекта, морамо користити везник damit.
1. Damit der Arzt nichts merkte, versteckte der Kranke die Zigaretten. (Да лекар не би приметио, сакрио је пацијент цигарете.)
2. Er trank heiße Milch, damit er leichter einschlafen konnte. (Пио је вруће млеко, да би лакше могао да заспи.)/ Er trank heiße Milch, um leichter einschlafen zu können.

Како би се реченица још скратила, може се употребити инфинитивна конструкција zu + Infinitiv :
Er trank heiße Milch,um leichter einzuschlafen. (Пио је вруће млеко, да би лакше заспао.)

## Кондиционалне реченице
Кондиционалне реченице износe услов под којим се врши радња главне реченице; она почиње везницима (нем. wenn, falls, sofern). Постоје три различите подгрупе кондиционалних реченица, а то су :
- реалне (стоји индикатив) : Wenn es regnen sollte, mache das Fenster zu. (Ако би падала киша, (онда) затвори прозор.)
- потенцијалне (стоји конјунктив претерита) : Wenn ich Geld hätte, würde ich (mir) ein Auto kaufen. (Да имам новца, купила бих аутомобил.)

- иреалне (конјунктив претерита (ако је у питању садашњост, а ако је у питању прошлост конјунктив плусквамперфекта) : Wenn er den Zug nicht erreichen könnte, wäre er zurückgekommen. (Да није стигао на воз, вратио би се.)

## Концесивне реченице
Концесивна реченица износи сметњу радње главне реченице, али допушта да се радња ипак изврши; она почиње са (нем. obwohl, obgleich, obschon, wenn auch noch so). Obgleich и obschon су архаични облици ове групе везника. Најучесталија употреба је везника obwohl. Исти превод као и значење имају и архаични и облици који су присутни у савременом немачком језику.
1. Obwohl wir uns ständig streiten, sind wir doch gute Freunde. (Иако се често свађамо, добри смо пријатељи.)
2. Wenn er auch noch so schlecht schlief, er weigerte sich, eine Tablette zu nehmen. (Чак иако је лоше спавао, противио се, да узме таблету.)
3. Obgleich er kommen wollte, ist er nicht gekommen. (Иако је хтео доћи, није дошао.)

## Елиптичне реченице
Елиптичне реченице су независне реченице у којима се често изостављају неке речи, па и поједини делови, да би се истакло само оно најбитније у реченици. Тако се изостављају :
- помоћни глаголи (ауксилиарни) и субјекти

Nicht wahr? (Ist es..?) ( Зар не?) Schon zurück! (Већ се вратио!)
- део глагола, цео глагол или придев

Er ist fort (fortgegangen). (Отишао је.)
Mein Sohn ist noch nicht zehn Jahre. (alt) (Мој син нема још ни десет година.)
- предикат истог значења

Ich gehe in die Schule, und sie ins Kino (geht). (Ја идем у школу, она у биоскоп.)
- помоћни глагол као део предиката

Ich habe heute geschrieben und gelernt. (Данас сам писао и учио.)
- субјекат у песништву

Kann dir die Hand nicht geben (Uhland). (Не могу ти дати руку (Уланд)).
- у ову врсту реченица могу се убројати и реченични еквиваленти (Teilsatzäquivalenten)

Ja! Nein! Danke! Bitte! Tag! Morgen! Bis bald! Anwesend! (Присутан!)